# Андець рудочеревий
Áндець рудочеревий (Doliornis remseni) — вид горобцеподібних птахів родини котингових (Cotingidae). Мешкає в Колумбії, Еквадорі і Перу.

## Опис
Довжина птаха становить 21,5 см, вага 65 г. Верхня частина тіла, хвіст і крила самця темно-сірі, майже чорні. Чорні тім'я і потилиця контрастують з сірим обличчям, на тімені руда смуга. Решта голови, шия і воло сірі. Нижня частина тіла рудувато-каштанова. Забарвлення самиці подібне, однак тім'я у неї світліше і не так сильно контрастує з обличчям. На обличчі в самиці темні смуни, що створюють окуляроподібний візерунок. Райдужки темно-карі, дзьоб і лапи чорні.

## Поширення і екологія
Рудочереві андеці поширені від колумбійського департаменту Кіндіо на південь через Еквадор до крайньої півночі Перу. Вони живуть в гірських тропічних лісах Анд на висоті від 2875 до 3650 м над рівнем моря.

## Збереження
МСОП вважає цей вид вразливим. Популяцію перуанських андеців оцінюють в 3500-15000 птахів. Їм загрожує знищення природного середовища.